# 福尔克·扬松
福尔克·扬松（瑞典語：Folke Jansson，1897年4月23日—1965年7月18日），瑞典男子田径运动员，主攻三级跳远。他曾代表瑞典参加1920年和1924年夏季奥林匹克运动会田径比赛，其中1920年奥运会获得一枚银牌。